# Hannes Kirk
Hannes Kirk (* 23. März 1924 in Hebrondamnitz, Landkreis Stolp; † 20. November 2010 in Hannover) war ein deutscher Fußballspieler und -trainer.

## Spielerkarriere
Kirk begann seine Laufbahn als Fußballspieler beim mehrfachen Pommernmeister SV Viktoria Stolp. Mehrfach wurde er in die Jugendauswahl Pommerns berufen. Im Kriegsjahr 1942 wurde er zur Luftwaffe eingezogen. Nach dem Ende des Zweiten Weltkriegs gelangte er nach Bremen. Dort spielte er bis 1948 für den SV Hemelingen und wurde siebenmal in die Bremer Amateurauswahl berufen.
Als Vertragsspieler, der DFB machte es 1949 möglich, stand er seit 1948 in Diensten des SV Werder Bremen, für den er zu 62 Punktspielen in der Oberliga Nord kam. Kirk spielte dreimal für die Auswahlmannschaft des Norddeutschen Fußball-Verbandes und wurde 1952 in den Kader der Nationalmannschaft der Amateure für das olympische Fußballturnier in Helsinki berufen; in der Endrunde wurde er jedoch nicht berücksichtigt.
Nach dem olympischen Fußballturnier spielte er für Hannover 96, für den Verein er 1953/54 drei und 1955/56 fünf Spiele um den DFB-Pokal bestritt. Bei seinem Debüt gelangte er nach zwei Spielen in das am 23. Mai 1954 im Hamburger Volksparkstadion angesetzte Finale. Vor 76.000 Zuschauern gewann er mit seiner Mannschaft mit 5:1 gegen den 1. FC Kaiserslautern die Deutsche Meisterschaft. Nach 132 Oberligaspielen beendete er aufgrund einer Leistenverletzung 1957 seine aktive Fußballerkarriere.

## Trainerkarriere
Nach Ende seiner Spielerkarriere wurde er Trainer der Amateure von Hannover 96. Mit diesen holte er als Trainer 1960, 1964 und 1965 dreimal die deutsche Amateurmeisterschaft. Zudem war er 1962 für drei Monate und 1966 für vier Spiele Interimstrainer der ersten Mannschaft.

## Sonstiges
Kirk war für die Deutsche Bundesbahn als Vermessungstechniker tätig.